# Фатеев, Пётр Петрович
Пётр Петрович Фатеев (19 августа 1891, Москва — 28 августа 1971, там же) — российский, советский художник, член и духовный лидер группы молодых художников «Амаравелла».

## Биография
Родился в семье типографского служащего. В 1910 году окончил Комиссаровское техническое училище и поступил в Высшее техническое училище, но оставил его через три года ради занятий живописью. В 1915—1917 годах учился в Художественной студии Ф. И. Рерберга, совмещая учёбу с работой на заводе «Динамо».
В 1923 году с тремя друзьями художниками Верой Пшесецкой (Руной), Александром Сарданом и Борисом Смирновым-Русецким образовал группу «Квадрига». С присоединением к ним биолога и художника Сергея Шиголева, художника и композитора Виктора Черноволенко группа стала называться «Амаравелла» (переводится как «берег бессмертия»; название предложено Николаем Рерихом в 1927 году). С 1930 года группа практически распалась. П. Фатеев вёл замкнутый образ жизни, оформлял клубные сцены, писал редко, и до 1960-х годов не выставлял свои картины.

### Семья
Жена — Нина Михайловна (? — 1970).

## Творчество
Первые картины, где ощутимо проявило себя новое космическое мировосприятие, написаны в 1914 г.

### Участие в выставках
- «Московская молодежь» (Москва, 1916)
- «Фантасты и неореалисты» (Москва, 1916)
- «Бубновый валет» (1917)
- «Жемчужное солнце» (1917)
- две выставки профсоюза художников-живописцев (Москва, 1918)
- «Восьмая государственная выставка» (1919)
- Первая выставка Московского хранилища произведений современного искусства (1919)
- «Выставка пяти» (Музей изобразительных искусств им А. С. Пушкина, 1923) — с неё берет начало группа «Амаравелла»

### Персональные выставки
- в выставочном зале на Кузнецком мосту (1922) — первая персональная выставка (110 работ)
- несколько выставок в последние годы жизни (Институт автоматики и телемеханики, 1965[2]; Московский энергетический институт, 1966[2]; Пулковская обсерватория, редакция журнала «Техника — молодёжи»)
- Политехнический музей (Москва, 1971) — посмертная выставка[3].

Работы П. Фатеева находятся в Художественном музее (Петрозаводск), в Мемориальном музее космонавтики (Москва), а также в частных коллекциях в России и за рубежом; экспонируются на выставках.

## Награды и признание
- Победитель международного конкурса художников-фантастов «Мир 2000 года», проводившегося журналом «Техника — молодёжи» (1970)[2].

## Фильмы
- «Сотвори Мир», документальный фильм. Режиссёр В. В. Орехов. 1979 г.
- «Амаравелла», видеофильм Санкт-Петербургской ТВ-студии. Режиссёры Е. Плугатарёва, Л. Тележко. 1997 г.